# Lang Lãng
Lang Lãng (chữ Hán: 郎朗, Bính âm: Láng Lǎng, tên tiếng Anh: Lang Lang; sinh ngày 14 tháng 6 năm 1982) là một nghệ sĩ độc tấu dương cầm người Trung Quốc, dòng họ Nữu Hỗ Lộc, dân tộc Mãn Châu. Anh được coi là một trong những nghệ sĩ nhạc cổ điển nổi tiếng nhất Trung Quốc đầu thế kỷ 21.

## Tiểu sử
Lang Lãng sinh năm 1982 tại thành phố Thẩm Dương thuộc tỉnh Liêu Ninh, Trung Quốc. Năm lên 2 tuổi, Lang Lãng bắt đầu yêu thích cây đàn dương cầm sau khi xem chú mèo Tom chơi đàn trong loạt phim hoạt hình Tom và Jerry. Lang bắt đầu học dương cầm khi lên 3 và chỉ hai năm sau cậu bé đã giành chiến thắng trong cuộc thi dương cầm thành phố Thẩm Dương, đây cũng là lần đầu tiên Lang Lãng độc tấu dương cầm trước công chúng. Năm lên 9 tuổi, Lang Lãng thi vào Nhạc viện Trung ương Bắc Kinh. Trong hai năm 1993 và 1994, Lang liên tiếp chiến thắng tại hai cuộc thi dương cầm lớn ở Bắc Kinh và Đức. Vinh quang liên tiếp đến với cậu thiếu niên Trung Quốc, năm 1995 ở tuổi 13 Lang Lãng được mời độc tấu tại Nhà hát giao hưởng Bắc Kinh, cùng năm đó cậu chiến thắng Giải Tchaikovsky cho nghệ sĩ trẻ quốc tế tổ chức ở Nhật Bản.

## Sự nghiệp biểu diễn
Năm 1999, Lang Lãng bắt đầu được công chúng phương Tây chú ý sau khi biểu diễn thay thế André Watts tại Nhạc hội Ravinia, Highland Park, Illinois, Hoa Kỳ. Anh nhanh chóng được thính giả phương Tây đón nhận nhưng đồng thời cũng gặp phải sự hoài nghi từ nhiều nhà phê bình. Tờ Chicago Tribune của Mỹ đánh giá Lang là nghệ sĩ độc tấu dương cầm tài năng nhất trong nhiều năm trở lại đây, tờ The Times của Anh thì đánh giá việc buổi biểu diễn của Lang Lãng ở Royal Albert Hall bán hết sạch vé sẽ là sự kiện có tính lịch sử, tờ Berliner Zeitung của Đức cũng đánh giá rất cao buổi biểu diễn của Lang Lãng với Dàn nhạc giao hưởng Berlin. Tuy nhiên một số nhà phê bình lại đánh giá những buổi biểu diễn của Lang là nhàm chán và các buổi biểu diễn của anh quá thiên về kỹ thuật mà thiếu đi cảm xúc cần thiết, có người thậm chí còn đặt cho Lang Lãng biệt danh "Bang Bang" để chỉ trích sự thiếu tinh tế trong ngón đàn của nghệ sĩ Trung Quốc này.
Là một nghệ sĩ trẻ đang lên, Lang Lãng đã được mời độc tấu tại nhiều buổi biểu diễn quan trọng. Tháng 7 năm 2007, Lang được mời độc tấu trong buổi biểu diễn tưởng niệm Thái hậu Elizabeth do Thái tử Charles chủ trì. Trong Thế vận hội Mùa hè 2008 tại Bắc Kinh, Lang Lãng là nghệ sĩ nhạc cổ điển duy nhất được độc tấu tại Lễ khai mạc, anh đã trình bày giai điệu của bản Hoàng Hà đại hợp xướng (黄河大合唱) bên cạnh một bé gái năm tuổi..

## Hoạt động khác
Lang Lãng hiện là Đại sứ Thiện chí của UNICEF, anh là người trẻ nhất từng được UNICEF mời vào cương vị này.

## Đời tư
Ngày 2 tháng 6 năm 2019, anh thông báo tin mừng kết hôn trên trang cá nhân. Đám cưới được tổ chức tại cung điện Versailles, Pháp. Gina Alice Redlinger sinh năm 1994, kém Lang Lãng 13 tuổi. Cô là người Đức lai Hàn Quốc và cũng là một nghệ sĩ piano. Gina Alice cũng tốt nghiệp trường Đại học Âm nhạc và Sân khấu Hamburg. Cặp đôi quen nhau khi Lang Lãng sang Đức biểu diễn.